# Eupithecia compactata
Eupithecia compactata är en fjärilsart som beskrevs av Taylor 1910. Eupithecia compactata ingår i släktet Eupithecia och familjen mätare. Inga underarter finns listade i Catalogue of Life.